# 고산로 (의왕 군포)

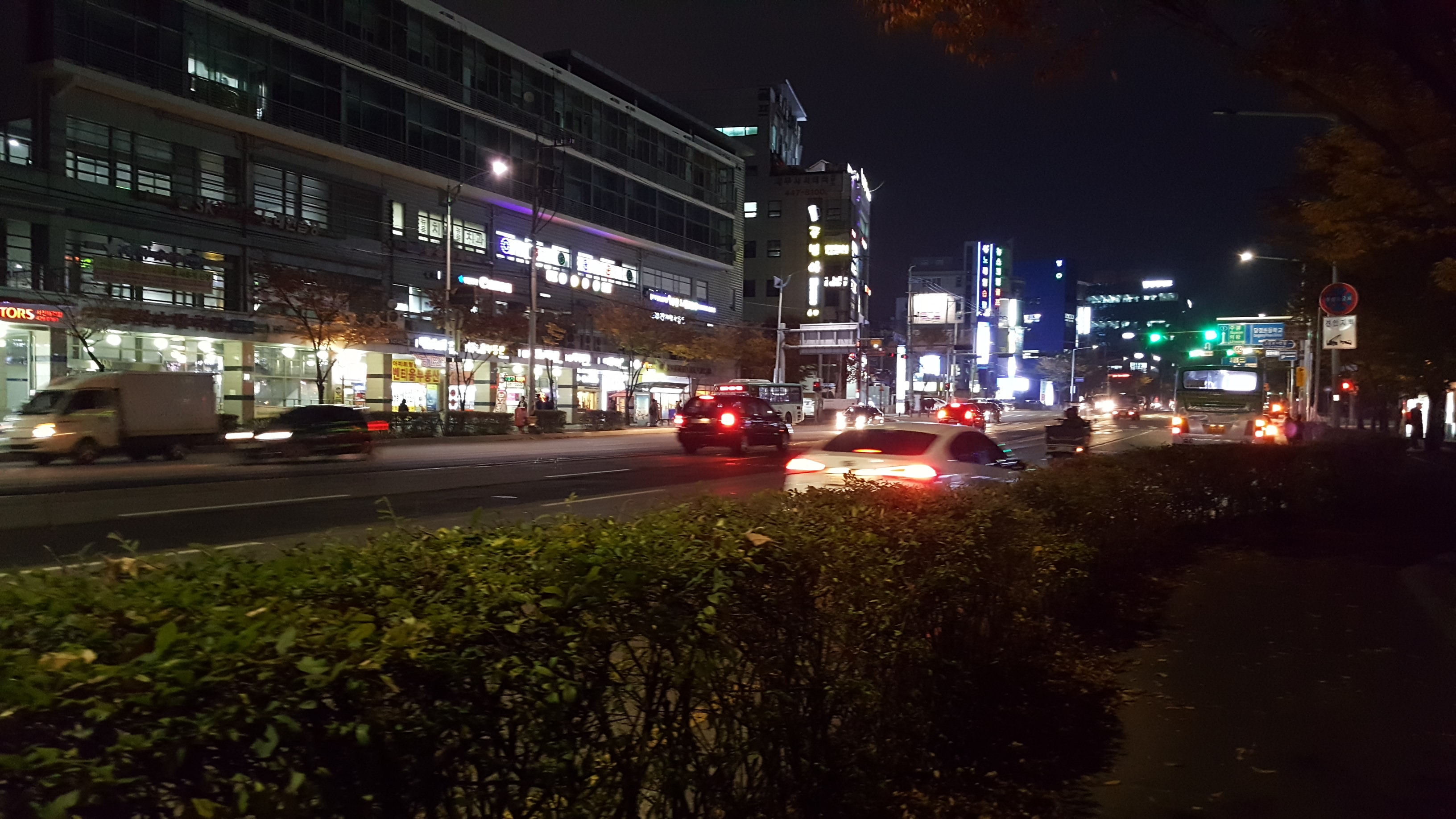
당정마을 삼거리 인근 고산로

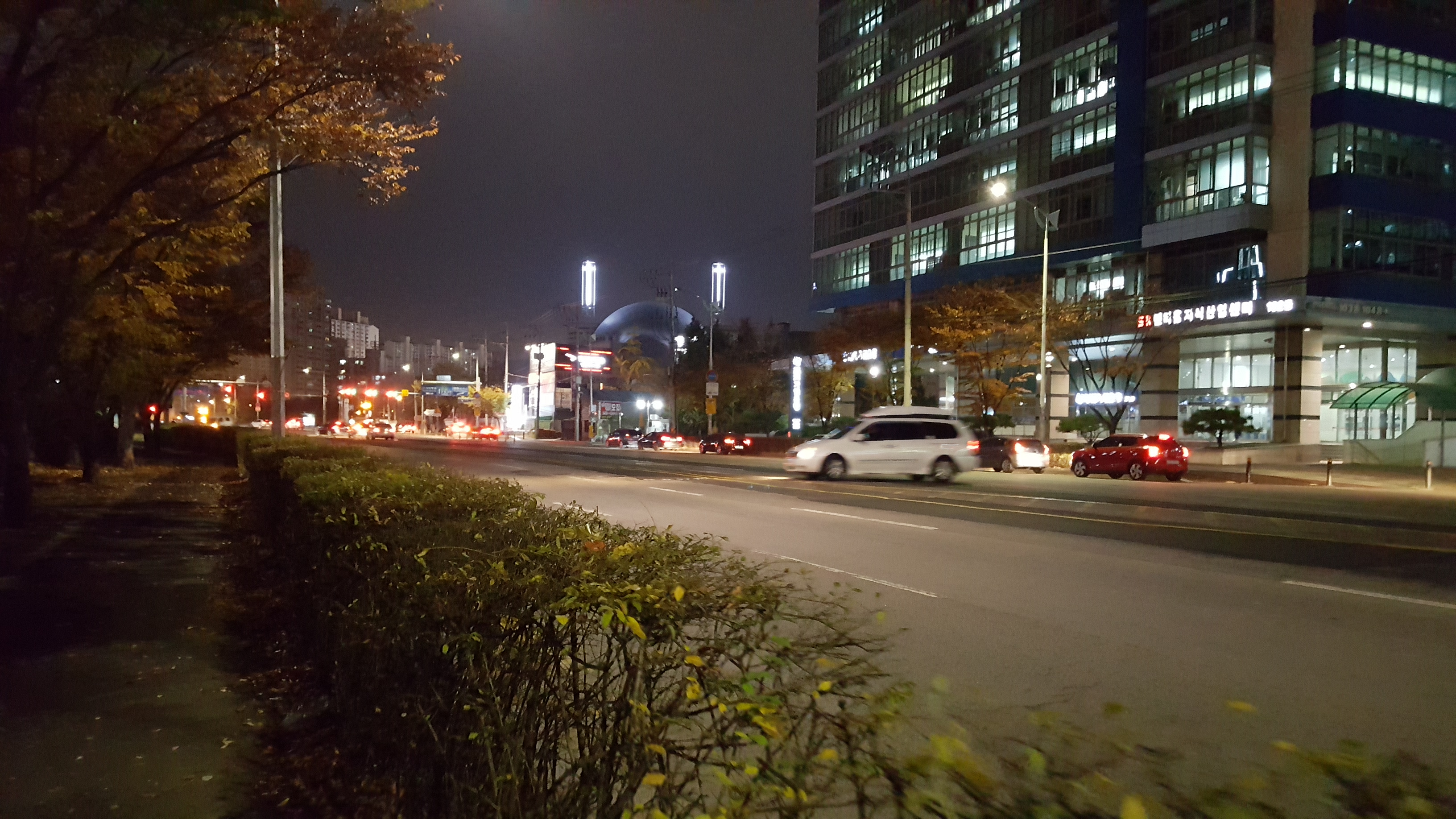
당정마을 삼거리 인근 고산로

고산로(古山路)는 경기도 의왕시 오전동사거리와 군포시 산본고가차도를 잇는 도로이다.

## 노선
| 이름                        | 접속 노선                                    | 소재지 | 소재지 | 비고 |
| --------------------------- | -------------------------------------------- | ------ | ------ | ---- |
| 오전동사거리                | 국도제1호선 (경수대로) 효행로 등칙골1길      | 의왕시 | 오전동 |      |
| 고천4교                     |                                              | 의왕시 | 고천동 |      |
| 롯데케피탈 삼거리           | 시청로                                       | 의왕시 | 고천동 |      |
| 고봉삼거리                  | 산본로77번길                                 | 의왕시 | 고천동 |      |
| 경기외고 사거리             | 이당로 당정로                                | 군포시 | 당정동 |      |
| (이름없음)                  | 한세로                                       | 군포시 | 당정동 |      |
| 당정지하차도 (당정지하도위) | 공단로 고산로211번길 군포역1길 용호2로54번길 | 군포시 | 당동   |      |
| 평생학습원 사거리           | 용호2로 고산로250번길                        | 군포시 | 당동   |      |
| 군포초교 사거리             | 국도제47호선 (군포로)                        | 군포시 | 당동   |      |
| 금당터널입구 사거리         | 금당로 용호1로                               | 군포시 | 당동   |      |
| 금당터널                    |                                              | 군포시 | 당동   |      |
| 오금동행정복지센터 사거리   | 오금로                                       | 군포시 | 금정동 |      |
| 소방서사거리                | 번영로                                       | 군포시 | 산본동 |      |
| 8단지입구사거리             | 산본천로 수리산로                            | 군포시 | 산본동 |      |
| 산본공고 삼거리             | 고산로517번길                                | 군포시 | 산본동 |      |
| 둔전초교삼거리              | 고산로539번길                                | 군포시 | 산본동 |      |
| 남천병원사거리              | 광정로 수리산로                              | 군포시 | 산본동 |      |
| 문화예술회관 사거리         | 산본로                                       | 군포시 | 산본동 |      |
| 노을사거리                  | 고산로643번길                                | 군포시 | 산본동 |      |
| 능안공원사거리              | 고산로677번길 산본로386번길                  | 군포시 | 산본동 |      |
| 산본사거리                  | 금산로 곡란로                                | 군포시 | 산본동 |      |
| 산본고가 삼거리             | 군포로 안양로                                | 군포시 | 산본동 |      |
| 산본고가차도                | 엘에스로                                     | 군포시 | 산본동 |      |

## 연결도로
- 경수대로
- 산본로
- 광정로
- 군포로
- 번영로
- 금산로
- 안양로
- 군포로
- 시청로
- 이당로
- 당정로